# Idioma zabana

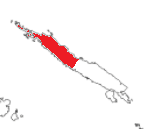
Imagen que muestra la extensión de la lengua zabana en la isla de Santa Isabel

Zabana es una lengua oceánica hablada casi exclusivamente en el distrito de Kia en la parte norte de la Isla de Santa Isabel en las Islas Salomón. Zabana se considera una lengua en desarrollo (Escala de disrupción intergeneracional graduada ampliada – EGIDS – nivel 5), lo que significa que la lengua tiene un uso vigoroso, y algunos utilizan literatura en una forma estandarizada, aunque esto aún no está generalizado ni es sostenible. Es uno de los idiomas más hablados en la Isla de Santa Isabel, compitiendo con el Cheke Holo. Hay una tasa de alfabetización del 30% al 60% en Zabana como primera lengua y una tasa de alfabetización del 25% al 50% en Zabana como segunda lengua.

## Ubicación
Zabana se habla casi exclusivamente en la Isla de Santa Isabel, que es la isla más grande de la procedencia de Isabel y la tercera isla más grande de la cadena de Islas Salomón. Zabana es uno de los ocho idiomas diferentes que se hablan en la Isla de Santa Isabel. De los otros siete idiomas diferentes que se hablan en la isla, Zabana comparte importantes similitudes con Kokota y Cheke Holo (también conocido como Maringe). También se desarrolla y habla ampliamente en el área una combinación de dialectos de Zabana y Cheke Holo.

## Fonológia
|                     |                     | Labiales | Alveolares | Velares | Glotales |
| ------------------- | ------------------- | -------- | ---------- | ------- | -------- |
| Nasales             | Nasales             | m        | n          | ŋ       |          |
| Oclusivas           | Sordas              | p        | t          | k       |          |
| Oclusivas           | Sonoras             | b        | d          |         |          |
| Fricativas          | Sordas              | f        | s          |         | h        |
| Fricativas          | Sonoras             | v        | z          | ɣ       |          |
| Laterales           | Laterales           |          | l          |         |          |
| Vibrantes múltiples | Vibrantes múltiples |          | ɾ          |         |          |

Zabana sólo contiene sílabas abiertas, ya que no hay grupos de consonantes ni vocales geminadas en el idioma. La Tensión vocal sobre un solo fonema no existe en Zabana; en cambio, se acentúan ciertas sílabas llamadas penúltimas sílabas (la sílaba final de una palabra que termina en vocal). En comparación con las lenguas vecinas, Zabana tiene menos fonemas que sus vecinos, en particular el Kokota.
| Inicial | Medio |
| ------- | ----- |
| k 17%   | l 13% |
| p 12%   | r 13% |
| t 10%   | k 11% |
| s 10%   | t 9%  |
| m 8%    | n 7%  |
| b 7%    | p 6%  |
| l 6%    | s 6%  |
| r 5%    | h 6%  |
| n 4%    | m 5%  |
| h 4%    | b 4%  |
| d 3%    | g 4%  |
| v 3%    | gh 4% |
| f 3%    | d 3%  |
| g 2%    | v 3%  |
| gh 2%   | ng 3% |
| ng 2%   | f 2%  |
| z 1%    | z 1%  |

## Morfología
| Español        | Zabana     |
| -------------- | ---------- |
| ver            | fifini     |
| beber          | ketuhu     |
| dormir         | epu        |
| Caer           | riufu/zɔɣu |
| comer          | mahai      |
| Estar de pie   | tetu       |
| El reverendo   | tena       |
| vomitar        | mumuti     |
| fluir          | ɔrɔ/kɔtɔrɔ |
| Dos de ustedes | hara       |

Hay dos tipos de verbos en Zabana, verbos transitivos e intransitivos.
- Verbo transitivo: se puede adjuntar con un sufijo que indexe el objeto directo o indirecto.[3]
- Verbo intransitivo: verbos que transmiten algún tipo de movimiento.[3]

| Español | Zabana   |
| ------- | -------- |
| Madre   | uke      |
| Padre   | mama     |
| Casa    | suga     |
| Diente  | hiŋa-    |
| Sangre  | busaka-  |
| Ojo     | hiba-    |
| Huevo   | tediri   |
| Perro   | meusu    |
| Rata    | pururudu |
| Fruta   | fua-     |
| Pescado | namari   |

En Zabana, la posesión se denota sintácticamente mediante un sufijo posesivo adjunto al sustantivo, como no o ka. Palabras como "padre", "madre" y "tío" nunca pueden llevar un sufijo posesivo.
| Español      | Zabana   |
| ------------ | -------- |
| Podrido      | bɔe      |
| Frío         | kapɔ     |
| Cálido       | daŋava   |
| Rojo         | busaka   |
| Amarillo     | hekɔ     |
| Verde        | dɔdɔli   |
| Negro        | sisibe   |
| Bueno        | veha\|na |
| Malo/malvado | mukɔ     |
| Pesado       | tahu     |
| Mojado       | bɔese    |
| Seco         | ka\|raŋɔ |

| Español | Zabana     |
| ------- | ---------- |
| Uno     | kaike-ɣu   |
| Dos     | palu-ɣu    |
| Tres    | litɔ-ɣu    |
| Cuatro  | rɔdana-ɣu  |
| Cinco   | gahaɣu     |
| Seis    | ɔnɔmɔɣu    |
| Siete   | vituɣu     |
| Ocho    | hanaɣu     |
| Nueve   | leɣahaɣu   |
| Diez    | tazo       |
| Cien    | kaike ɣɔbi |
| Mil     | kaike tɔɤa |

Los números más grandes se obtienen combinando números cardinales, como del uno al diez, y los factores exponenciales de diez, como ciento un mil.
| Base            | Reduplicativo             |
| --------------- | ------------------------- |
| nohe 'sentarse' | nonohe 'forma de asiento' |
| goto 'hervir'   | gotogoto 'sudar'          |
| baolo 'nombrar' | babaolo 'nombre'          |

La Reduplicación se utiliza en Zabana para derivar verbos intransitivos a partir de términos transitivos y para derivar sustantivos a partir de verbos.
| Español               | Zabana |
| --------------------- | ------ |
| Quien                 | hei    |
| Qué/por qué           | heve   |
| Dónde/cuál            | hae    |
| Cuando/cuanto/cuantos | niha   |

Zabana es principalmente un lenguaje verbo sujeto objeto (VSO).